# Península de Delmarva

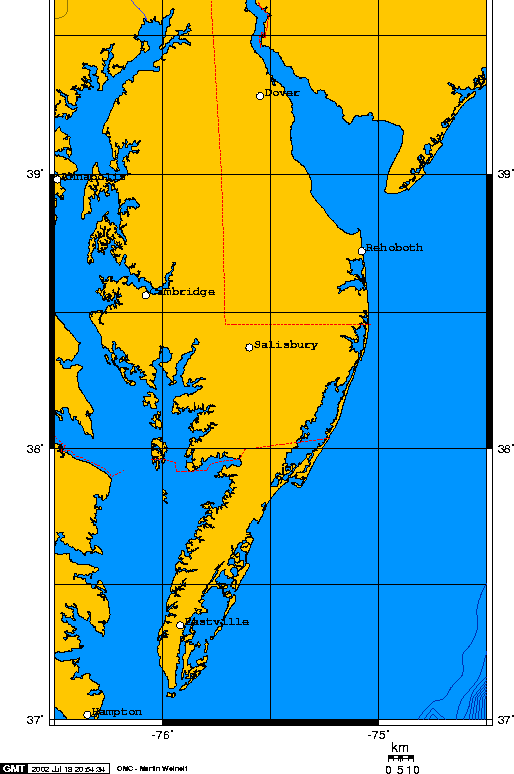
Mapa da Península de Delmarva.

A Península de Delmarva (em inglês:  Delmarva Peninsula) é uma extensa península da Costa Leste dos Estados Unidos, ocupada por porções de três estados americanos: Delaware, Maryland e Virgínia. O seu nome foi criado como um portmanteau das letras dos estados que ocupa, o que é quase 300 por 100 km, e faz fronteira com a Baía de Chesapeake ao oeste, com o Rio Delaware, com a Baía de Delaware e com o Oceano Atlântico ao leste.
A população total da área era no ano 2000, de 681 030 habitantes, e a densidade de 48,2 hab/km²